# Струтин
Струтин — село в Україні, в Золочівському районі Львівської області. Розташоване на лівому березі річки Золочівка, на відстані 4 км від районного центру. Населення становить 792 особи. Орган місцевого самоврядування — Золочівська міська рада.

## Населення

### Мова
Розподіл населення за рідною мовою за даними перепису 2001 року:
| Мова       | Кількість | Відсоток |
| ---------- | --------- | -------- |
| українська | 783       | 98.86%   |
| російська  | 8         | 1.01%    |
| болгарська | 1         | 0.13%    |
| Усього     | 792       | 100%     |

## Назва
За роки радянської влади село в документах називали «Струтинь». 1989 р. селу надали сучасну назву.

## Відомі мешканці

### Народились
- Бурчак Нестор Володимирович — ректор Луцького педагогічного інституту в 1980-89 роках.